# Primera dama de Portugal
Primera dama es el título que se otorga a la esposa del Presidente de la República Portuguesa, o a cualquier persona que viva con él en una unión de hecho.
La Constitución de la República Portuguesa no prevé la existencia de la figura de la «primera dama», aunque la esposa del Presidente de la República a menudo recibe esta deferencia incluso de altas personalidades. La Ley de Precedencia del Protocolo del Estado portugués otorga a los cónyuges de las altas entidades públicas (entre los que se encuentra el Presidente de la República), o a quienes convivan con ellos en una unión de hecho, precedencia protocolaria equivalente cuando los acompañen.
Teóricamente, su papel es hacer lo que su marido, el presidente, no puede hacer por falta de tiempo, liderando, por ejemplo, campañas de caridad y voluntariado o participando en ellas, con el fin de ayudar a los menos afortunados. La primera dama no es un cargo electivo; no desempeña funciones oficiales y no recibe un salario. Sin embargo, participa en muchas ceremonias oficiales y funciones estatales, ya sea junto con el presidente o sola en las actividades propias de la primera dama.
La esposa del presidente tiene a su disposición el Despacho del Cónyuge de la Casa Civil de la Presidencia de la República, que brinda apoyo a la primera dama.

## Historia

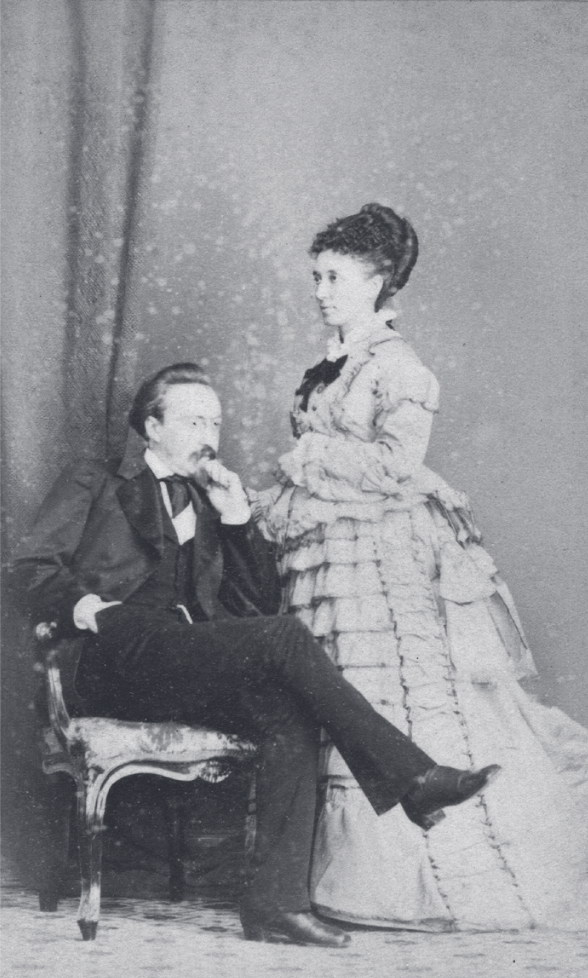
Lucrecia de Arriaga, primera dama de Portugal, con su marido Manuel de Arriaga.

Durante la Primera República, e inherente a un pensamiento todavía conservador respecto del papel de la mujer como «dedicada al hogar», las primeras damas de este período tuvieron un papel más bien reservado en la vida pública nacional. Sin embargo, las excepciones fueron Elzira Dantas Machado, esposa de Bernardino Machado, quien se dedicó al activismo republicano y al feminismo, habiendo desempeñado también un papel fundador en la Cruzada de las Mujeres Portuguesas, fundada en 1916, con el objetivo no sólo de ayudar a las familias y soldados movilizados para unirse al Cuerpo Expedicionario Portugués, sino también de formar enfermeras que pretendieran ir al frente, ayudar a los heridos en los hospitales militares portugueses y en los hospitales de campaña de los frentes europeo y africano, en una prueba de verdadero esfuerzo bélico, entre muchas otras iniciativas ; y Maria Joana Queiroga de Almeida, que adquirió enorme visibilidad durante la visita del príncipe heredero Leopoldo de Bélgica en noviembre de 1920.

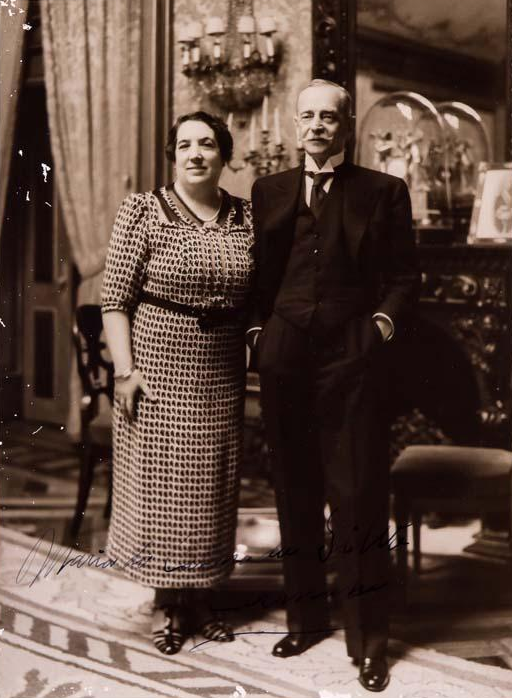
María do Carmo Carmona con su marido, Óscar Carmona; fue con ella que, a través de sus proyectos benéficos, la figura de la primera dama se hizo más visible.

A lo largo de la Segunda República, el papel de la Primera Dama comenzó a ganar mayor visibilidad, con Maria do Carmo Carmona impulsando varias iniciativas caritativas y humanitarias entre 1926 y 1951 que la hicieron visible. En 1928 se destaca la iniciativa de la «Fiesta de la Violeta», destinada a recaudar fondos para patrocinar la red de orfanatos. También patrocinó orfanatos, fundó refugios y apoyó campamentos de vacaciones. Berta Craveiro Lopes y Gertrudes Tomás también vendrían a cumplir estos roles como primera dama, además de acompañar siempre a sus maridos en visitas oficiales.
Pero fue a partir de 1976, con Manuela Ramalho Eanes, que el papel de Primera Dama adquirió la visibilidad que requería, viajando Eanes, junto a su marido, a varios países (por ejemplo Estados Unidos y Bélgica) para tratar varios temas importantes de actualidad (drogas o abusos sexuales, entre otros). Manuela Ramalho Eanes inauguró así una nueva forma de ser para las Primeras damas, que hasta entonces habían jugado un papel menor, prácticamente borradas de la vida pública y de la participación social efectiva. Estas funciones serían desempeñadas por sus sucesoras Maria Barroso, Maria José Ritta y Maria Cavaco Silva. La creciente importancia del título condujo a la creación, en 1996, de la Oficina del cónyuge de la Casa Civil, «compuesta por dos adjuntos y un secretario», según lo previsto en el Decreto Ley 28-A/96, de 4 de abril.
Marcelo Rebelo de Sousa, quien ejerce el cargo de Presidente de la República desde 2016, cumplió todo su mandato en estado civil divorciado. Estuvo casado con Ana Cristina Caeiro da Motta Veiga; El matrimonio comenzó en 1972 y terminó después de unos ocho años, cuando Cristina da Motta Veiga dejó el hogar y desarrolló una nueva relación romántica. La separación judicial de personas y bienes fue declarada en 1980 y, dentro del plazo legal de tres años, la separación se consumó legalmente en divorcio, aunque Marcelo Rebelo de Sousa nunca aceptó el divorcio debido a sus convicciones católicas. Por su parte, Marcelo Rebelo de Sousa mantiene una relación desde 1981 con Rita Maria Lagos do Amaral Cabral, aunque no conviven . Durante su mandato, Rita Amaral Cabral nunca participó en actos oficiales ni ejerció el papel de primera dama. Dadas estas circunstancias, el título de Primera dama era otorgado en esa época, a veces de manera informal, a las esposas del Primer ministro: Fernanda Tadeu (esposa de António Costa) y Carla Montenegro (esposa de Luís Montenegro).

## Oficina del cónyuge
La Oficina de la cónyuge es responsable ante la Primera dama de todos los eventos sociales y ceremoniales que se realizan en el Palacio de Belém. La Primera dama tiene dos adjuntos y un secretario, designados entre el personal de la Casa Civil.
A pesar de las importantes responsabilidades que normalmente asume la Primera dama, ella no recibe salario.

## Exposiciones e iniciativas
En 2005, tuvo lugar en el Palacio Pombal una iniciativa del Museo de la Presidencia de la República titulada «Las Primeras Damas de la República Portuguesa (1910-2005)», con el objetivo de proporcionar un mejor conocimiento de la vida y el papel de las primeras damas portuguesas desde 1910, con varias piezas. Entre los artículos expuestos se encontraban el vestido de noche negro de la ex primera dama María Helena Spínola y ropa, abanicos y pieles de la década de 1920 usados por Maria das Dores Cabeçadas. Entre las piezas de Maria José Ritta, la Primera dama en ese momento, se encontraba el traje amarillo limón estilo Dior que usó durante su empleo en TAP Portugal en la década de 1970, así como ropa y vestidos usados en visitas de estado a Brasil y otras naciones.
En 2011, la periodista Alberta Marques Fernandes fue autora de un libro titulado Las Primeras Damas - Las Mujeres de los Presidentes de la República en la Democracia, cuya presentación tuvo lugar en el Jardín de la Cascada del Palacio de Belém, con la presencia de las ex primeras damas Manuela Ramalho Eanes, Maria Barroso y Maria José Ritta.

## Las primeras damas y sus causas
| Primera mujer         | Período en el cargo                      | Causa(s) |
| --------------------- | ---------------------------------------- | --- |
| Manuela Ramalho Eanes | 14 de julio de 1976 – 9 de marzo de 1986 | Lucha contra la drogadicción y el abuso sexual. Fundación del Instituto de Apoyo a la Infancia. |
| Maria Barroso         | 9 de marzo de 1986 – 9 de marzo de 1996  | Familia, lucha contra la exclusión social y todas las formas de violencia. Gestión del Colegio Moderno. Emergencia en Mozambique. Asociación para el Estudio y la Prevención de la Violencia. Fundación Pro Dignitate. |
| Maria José Ritta      | 9 de marzo de 1996 – 9 de marzo de 2006  | Derechos de los niños, tercera edad, pobreza, personas con discapacidad, integración social, voluntariado. |
| Maria Cavaco Silva    | 9 de marzo de 2006 – 9 de marzo de 2016  | Asistencia social. |
| No registra           | 9 de marzo de 2016 –                     | Marcelo Rebelo de Sousa, ejerce su presidencia como divorciado. |

## Galería de Primeras damas

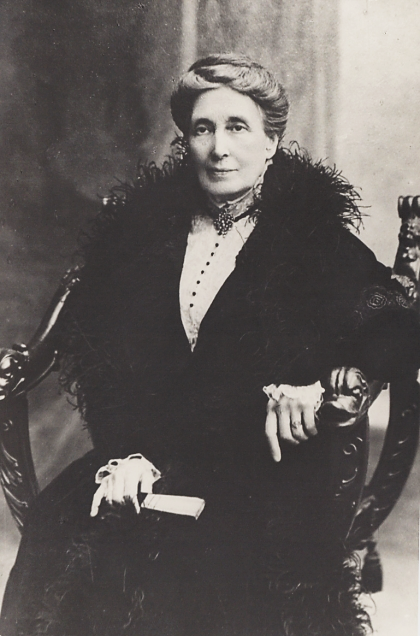
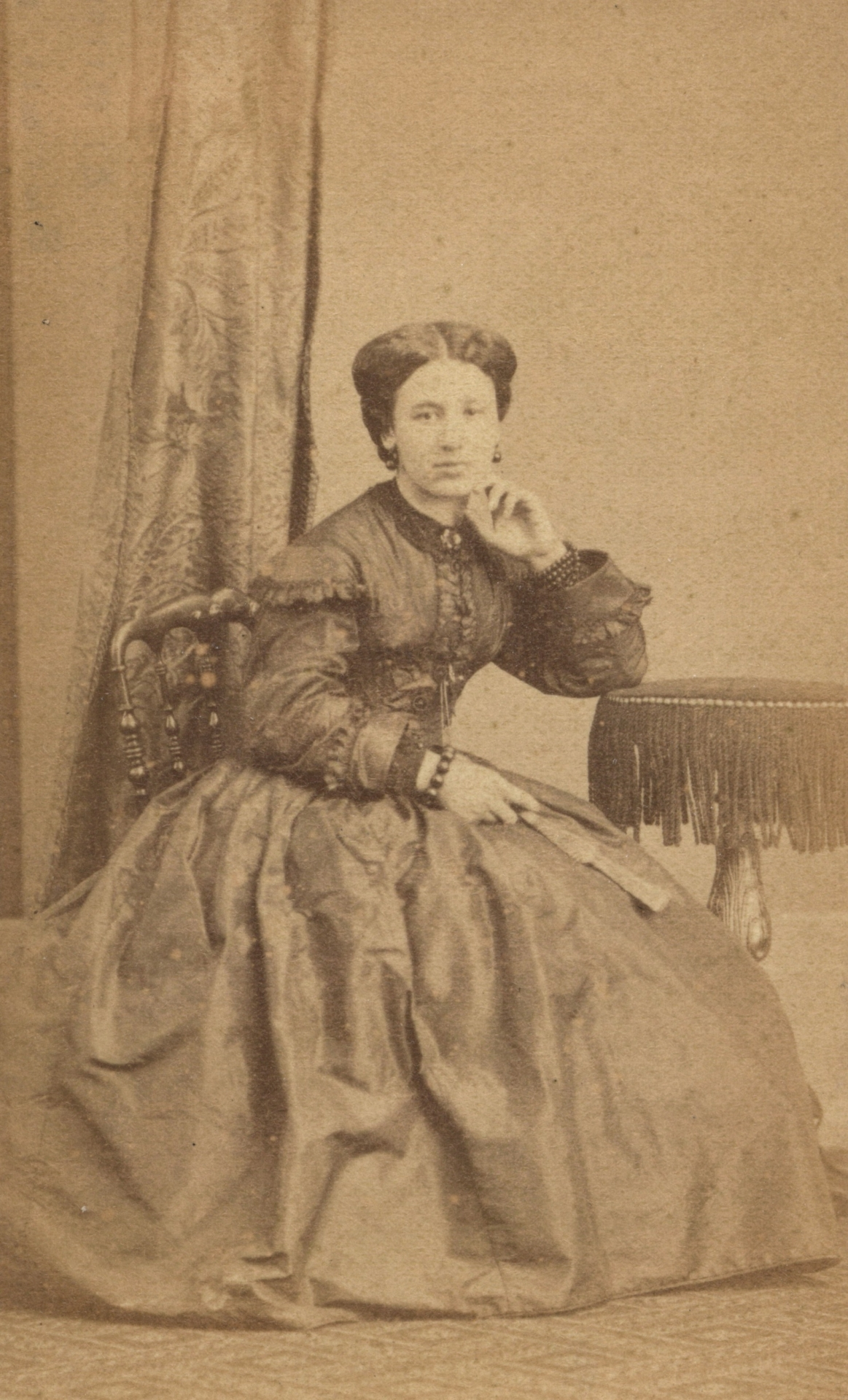
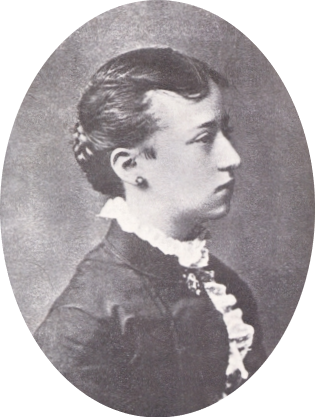
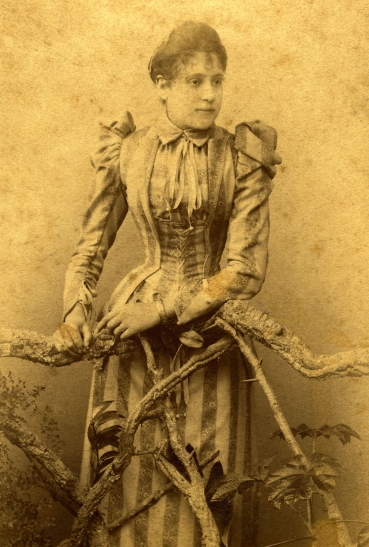
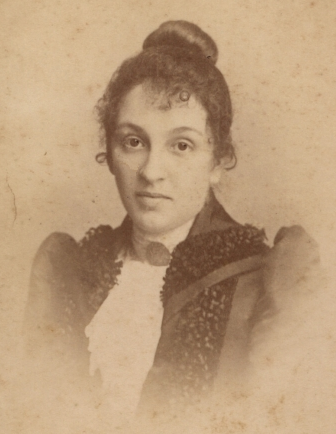
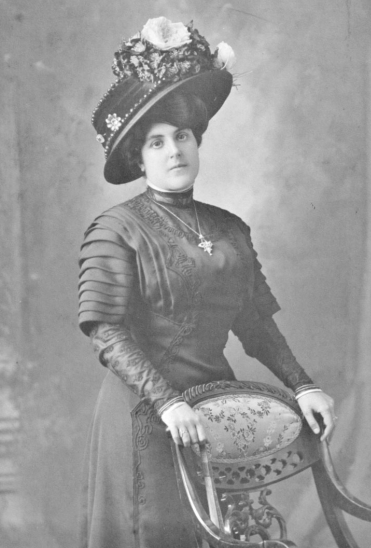
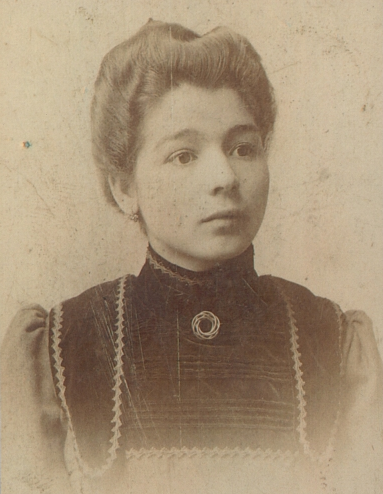
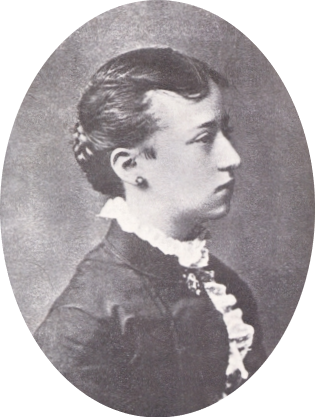
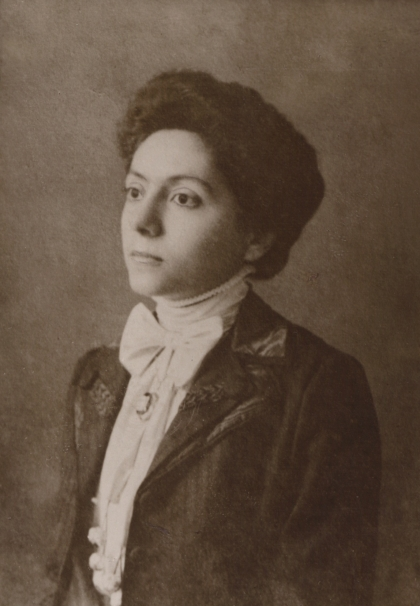
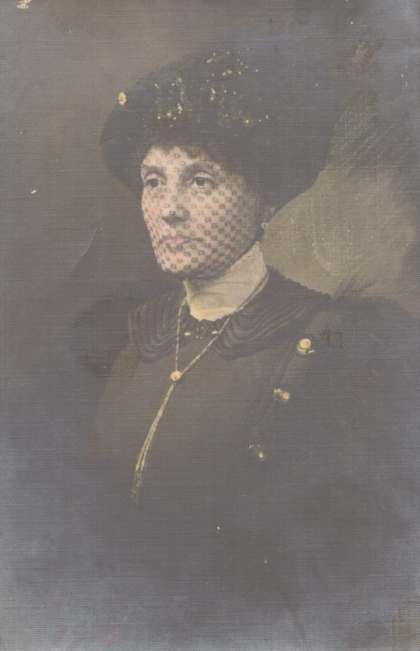
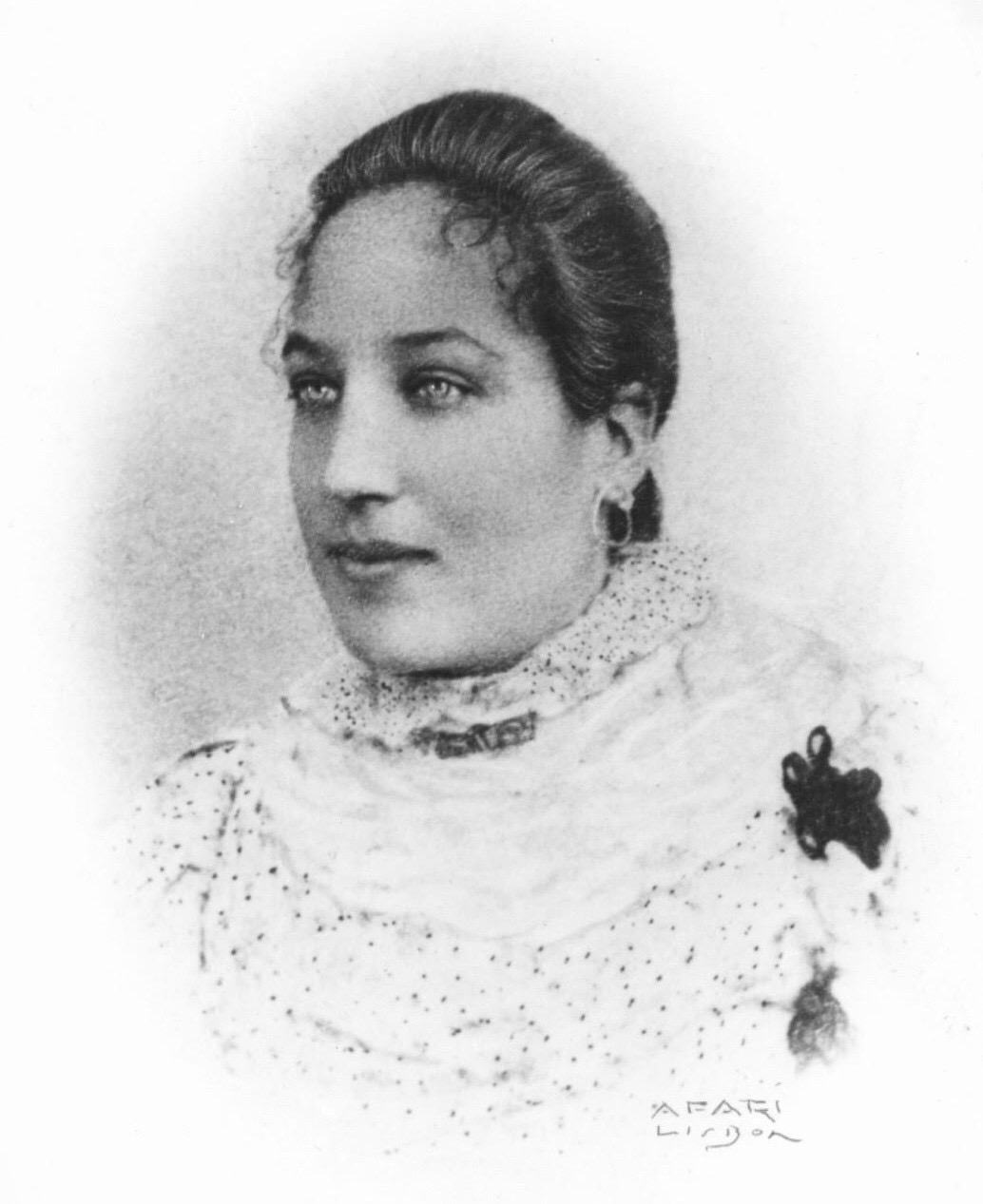
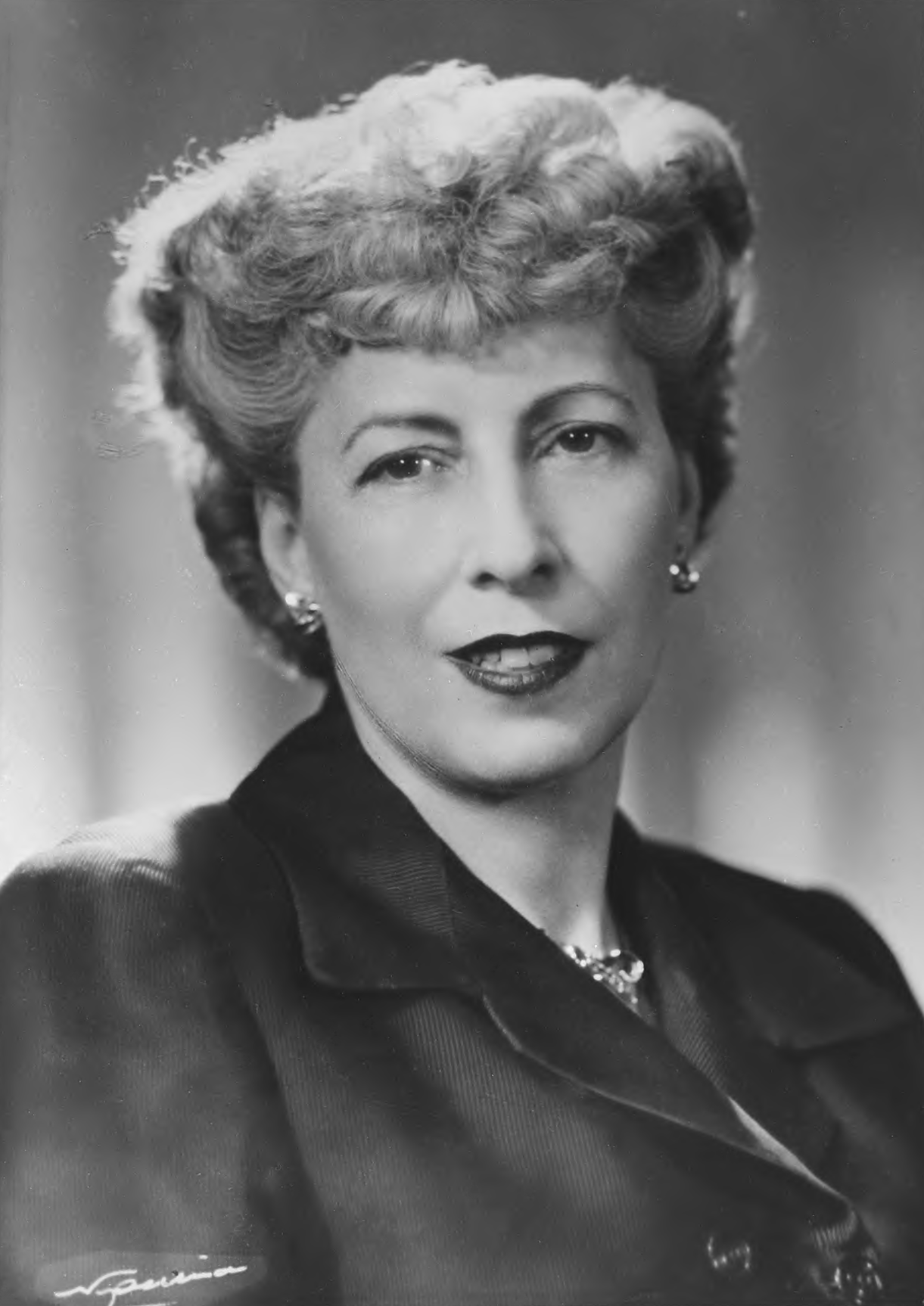
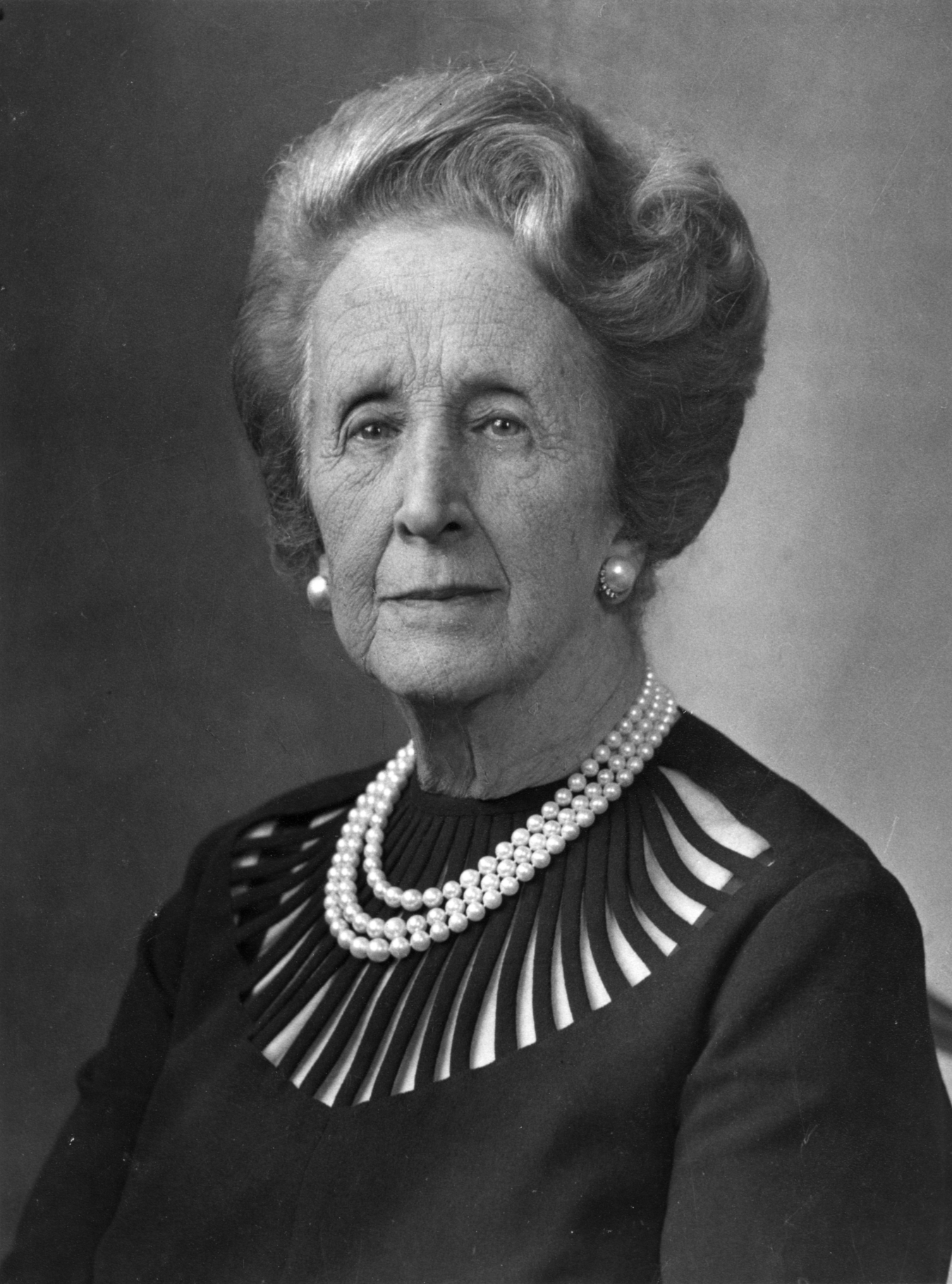
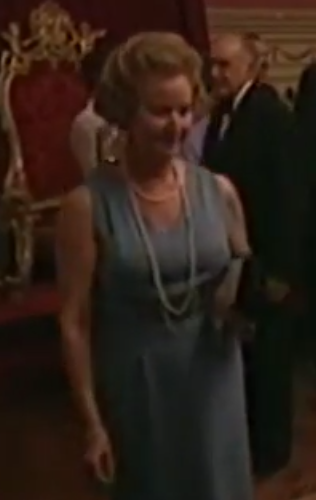
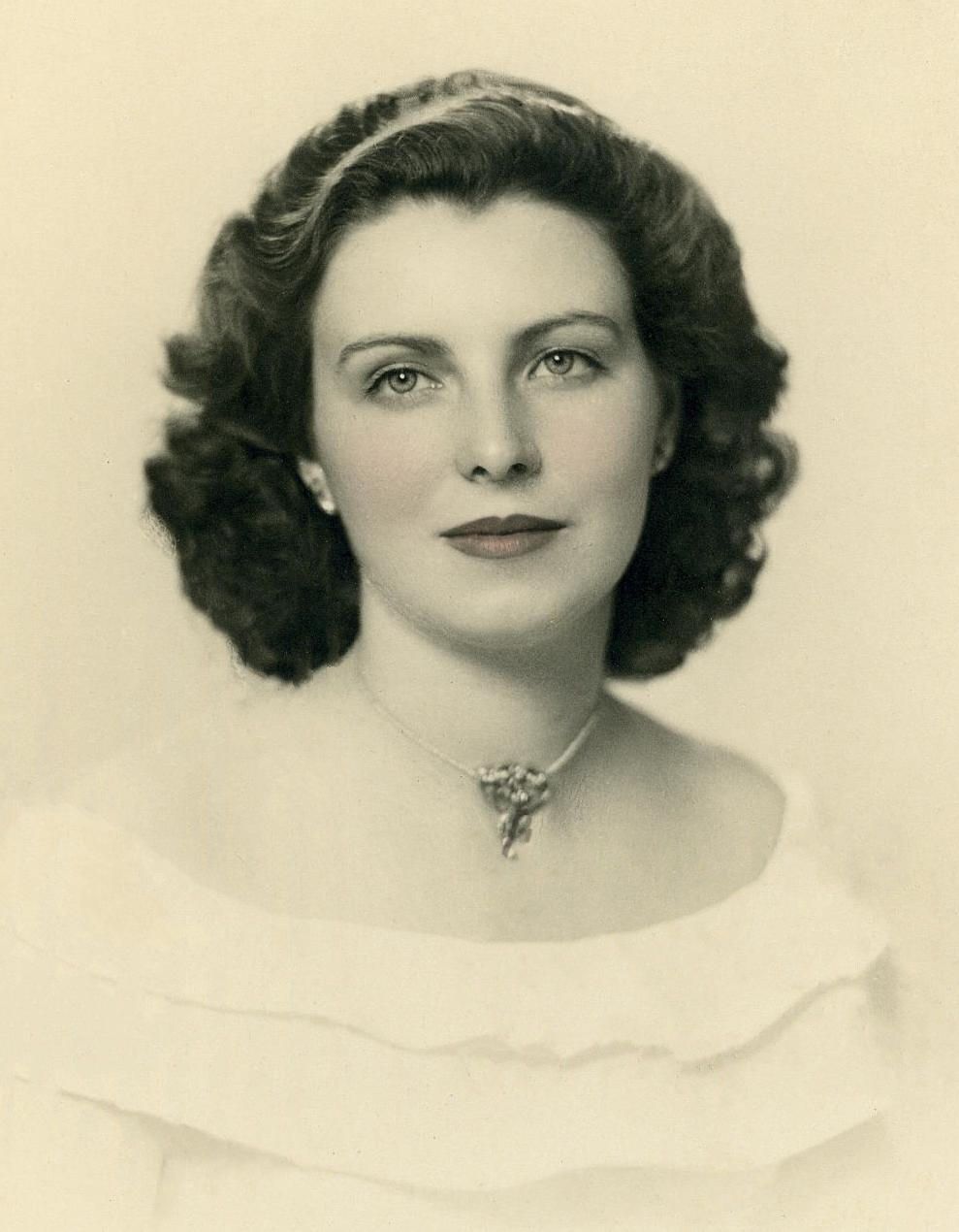
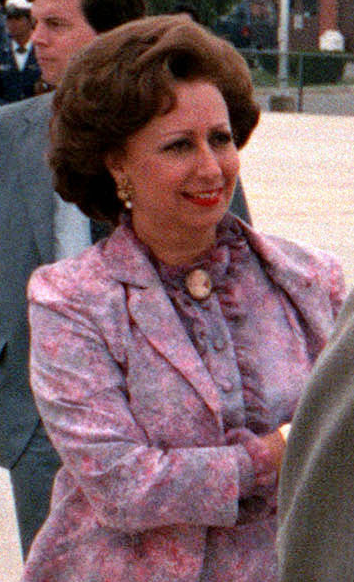
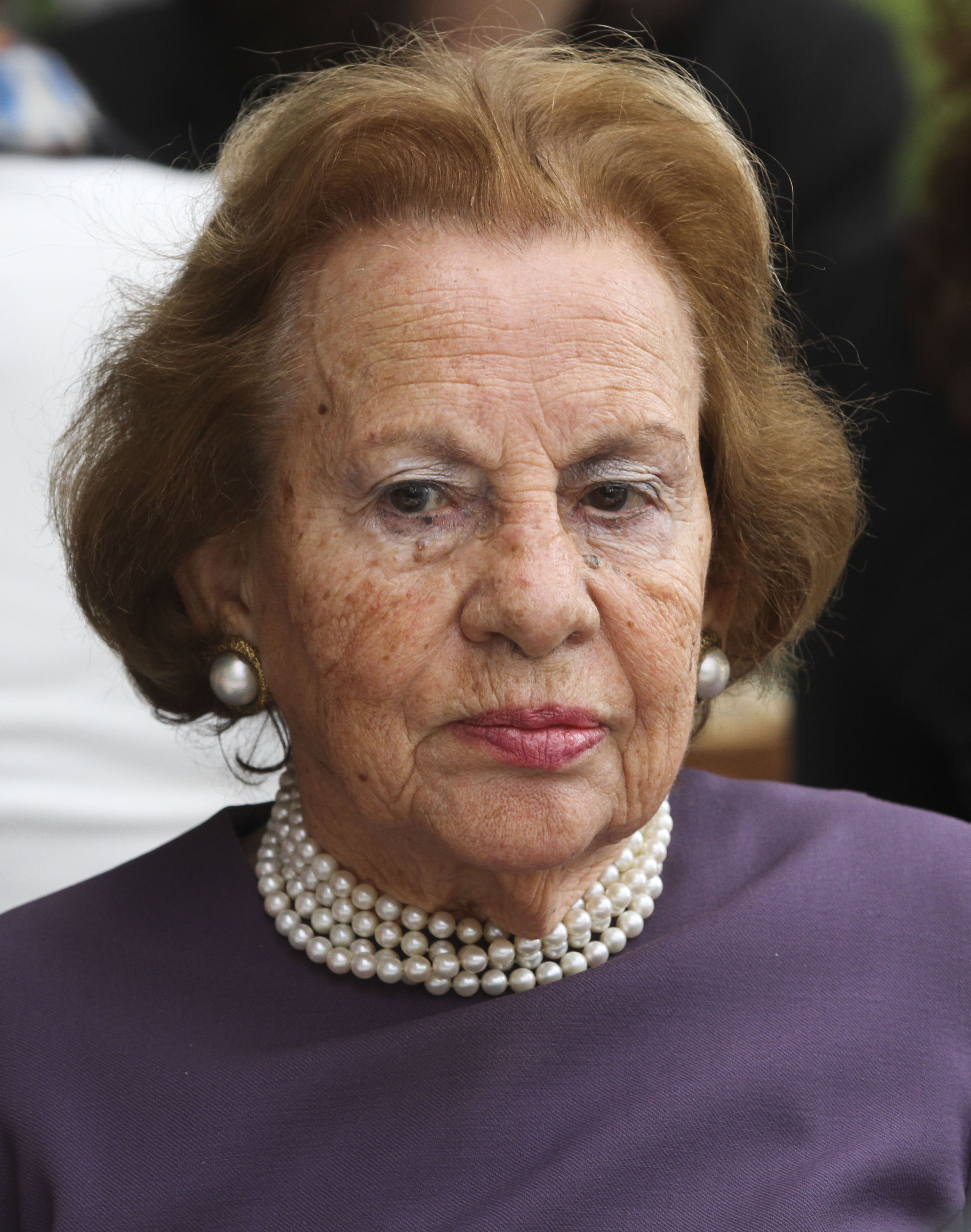
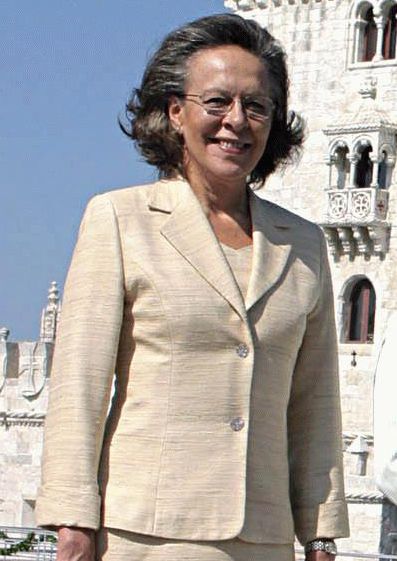
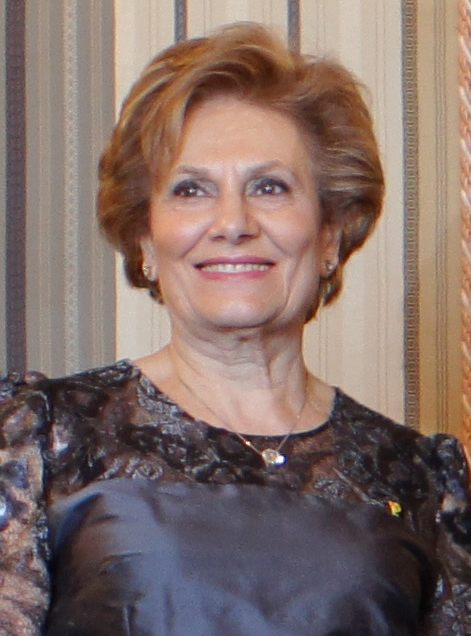

- 1.ºLucrécia de Arriaga1911–1915
- 2.ºMaria do Carmo Xavier Braga(póstumo)
- 3.ºElzira Dantas Machado1915–1917
- 4.ºMaria dos Prazeres Bessa Pais1917–1918
- 5.ºMariana do Canto e Castro1918–1919
- 6.ºMaria Joana Queiroga de Almeida1919–1923
- 7.ºBelmira das Neves1923–1925
- 8.ºElzira Dantas Machado1925–1926
- 9.ºMaria das Dores Cabeçadas1926
- 10.ºHenriqueta Júlia de Mira Godinho1926
- 11.ºMaria do Carmo Ferreira da Silva Carmona1926–1951
- 12.ºBerta da Costa Ribeiro Arthur1951–1958
- 13.ºGertrudes Thomaz1958–1974
- 14.ºMaria Helena Spínola1974
- 15.ºEstela Costa Gomes1974–1976
- 16.ºManuela Eanes1976–1986
- 17.ºMaria Barroso1986–1996
- 18.ºMaria José Ritta1996–2006
- 19.ºMaria Cavaco Silva2006–2016

### Ex primeras damas vivas

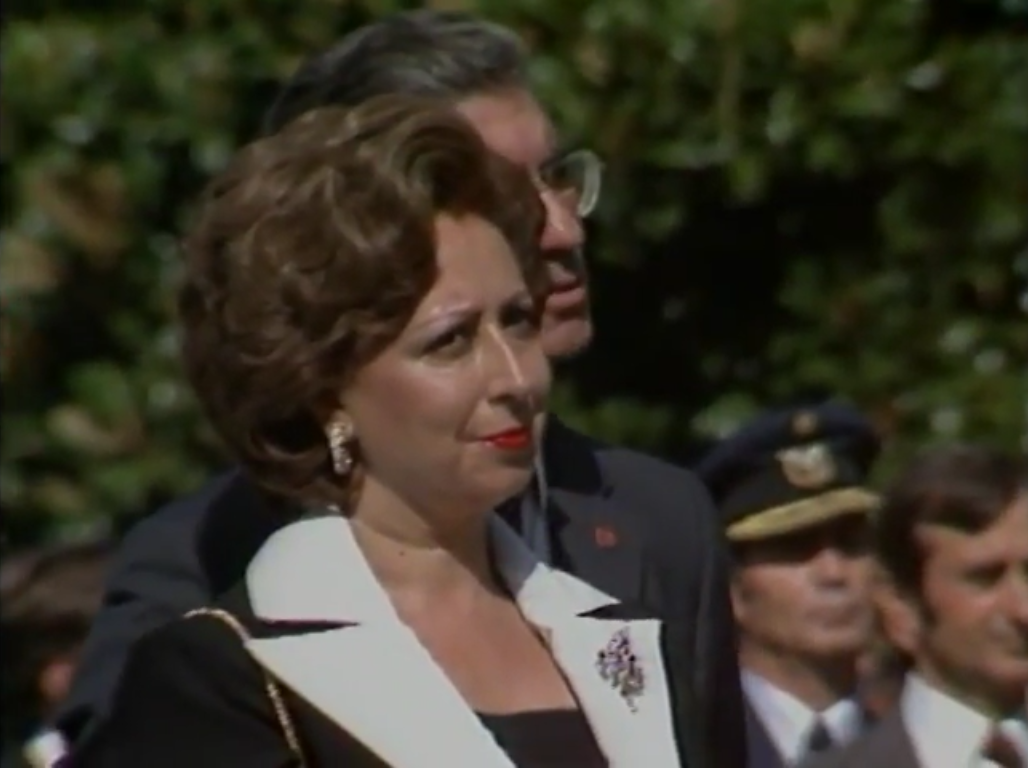
Manuela Ramalho Eanes GCIH (1976–1986) 29 de diciembre de 1938 (86 años)
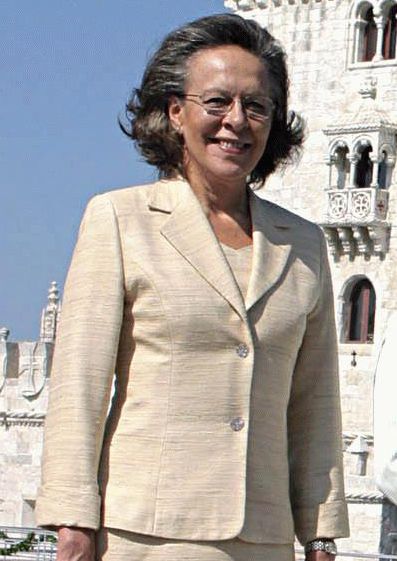
Maria José Ritta GCIH (1996–2006) 19 de diciembre de 1941 (83 años)
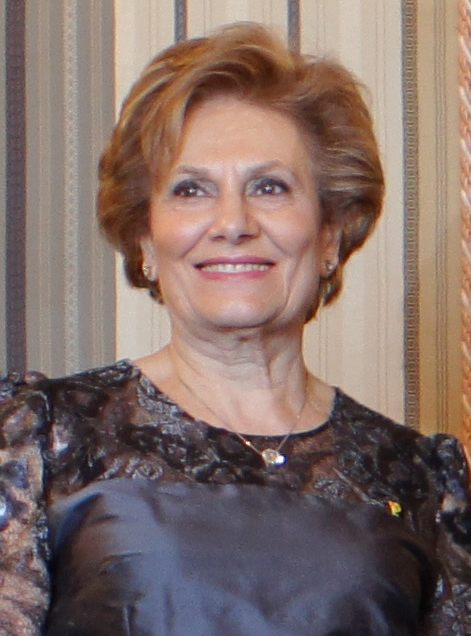
Maria Cavaco Silva GCIH (2006–2016) 19 de marzo de 1938 (87 años)